# 2,3-Bisfosfogliceratna 3-fosfataza
2,3-Bisfosfogliceratna 3-fosfataza (EC 3.1.3.80, MIPP1, 2,3-BPG 3-fosfataza) je enzim sa sistematskim imenom 2,3-bisfosfo--glicerat 3-fosfohidrolaza. Ovaj enzim katalizuje sledeću hemijsku reakciju
2,3-bisfosfo--glicerat + 2O {\displaystyle \rightleftharpoons } 2-fosfo-D-glicerat + fosfat
Ova reakcija je prečica u Rapoport-Lueberingovom šantu.

## Literatura
- Nicholas C. Price; Lewis Stevens (1999). Fundamentals of Enzymology: The Cell and Molecular Biology of Catalytic Proteins (Third изд.). USA: Oxford University Press. ISBN 019850229X.
- Eric J. Toone (2006). Advances in Enzymology and Related Areas of Molecular Biology, Protein Evolution (Volume 75 изд.). Wiley-Interscience. ISBN 0471205036.
- Branden C; Tooze J. Introduction to Protein Structure. New York, NY: Garland Publishing. ISBN 0-8153-2305-0.
- Irwin H. Segel. Enzyme Kinetics: Behavior and Analysis of Rapid Equilibrium and Steady-State Enzyme Systems (Book 44 изд.). Wiley Classics Library. ISBN 0471303097.

## Spoljašnje veze
- 2,3-bisphosphoglycerate+3-phosphatase на 